# 施启宗
施启宗，宛平人，是一名清朝政治人物。
施启宗曾于光绪九年接替沈定钧任兴化府知府一职，光绪十七年由李耀奎接任。